# Zyklon
Zyklon fue un grupo de blackened death metal originario de Notodden, Noruega, fundado en 1998 por el guitarrista Samoth, quien había pertenecido a Emperor, al incluir en su formación a Trym Torson como batería (con el que Samoth había coincidido en Emperor), al vocalista Daemon y a Destructhor a la guitarra.
En enero de 2010, tras publicar tres álbumes de estudio, Zyklon anunció su separación oficial.

## Historia
Zyklon se formó en 1998, cuando el guitarrista de Emperor, Samoth (Tomas Thormodsæter Haugen) cambió el nombre de su proyecto Zyklon B a simplemente Zyklon. El primero en unirse al proyecto fue Trym Torson, batería de Emperor. Para completar su primera formación contrataron al guitarrista Destructhor (Thor Anders Myhren), de la banda Myrkskog y al líder de Limbonic Art, Daemon (Vidar Jensen). Con la colaboración del exbatería de Emperor, Bard Faust como letrista, comenzaron a componer temas orientados al metal industrial y al death metal. 
En septiembre del año 2000, Zyklon entró en los estudios Akkerhaugen Lydstudio para realizar la grabación de su álbum debut World ov Worms, con Samoth y Destructhor grabando las pistas de bajo. El álbum fue publicado en febrero de 2001 y poco después el vocalista Daemon dejó la banda. Su sustituto fue Secthdamon (Tony Ingebrigtsen), que también se hizo cargo del bajo.
A comienzos de 2003, la discográfica Nocturnal Art Productions publicó un álbum split entre Zyklon y Red Harvest y en septiembre de ese mismo año fue publicado su segundo álbum de estudio, Aeon, que fue grabado en los estudios Friedman (Gotemburgo) con la producción de Fredrik Nordström.

## Discografía
| - 2001: World ov Worms - 2003: Aeon - 2006: Disintegrate - 2003: Zyklon / Red Harvest | - 2006: Storm Detonation Live - 2003: «Psyklon Aeon» - 2003: «Core Solution» |

## Miembros

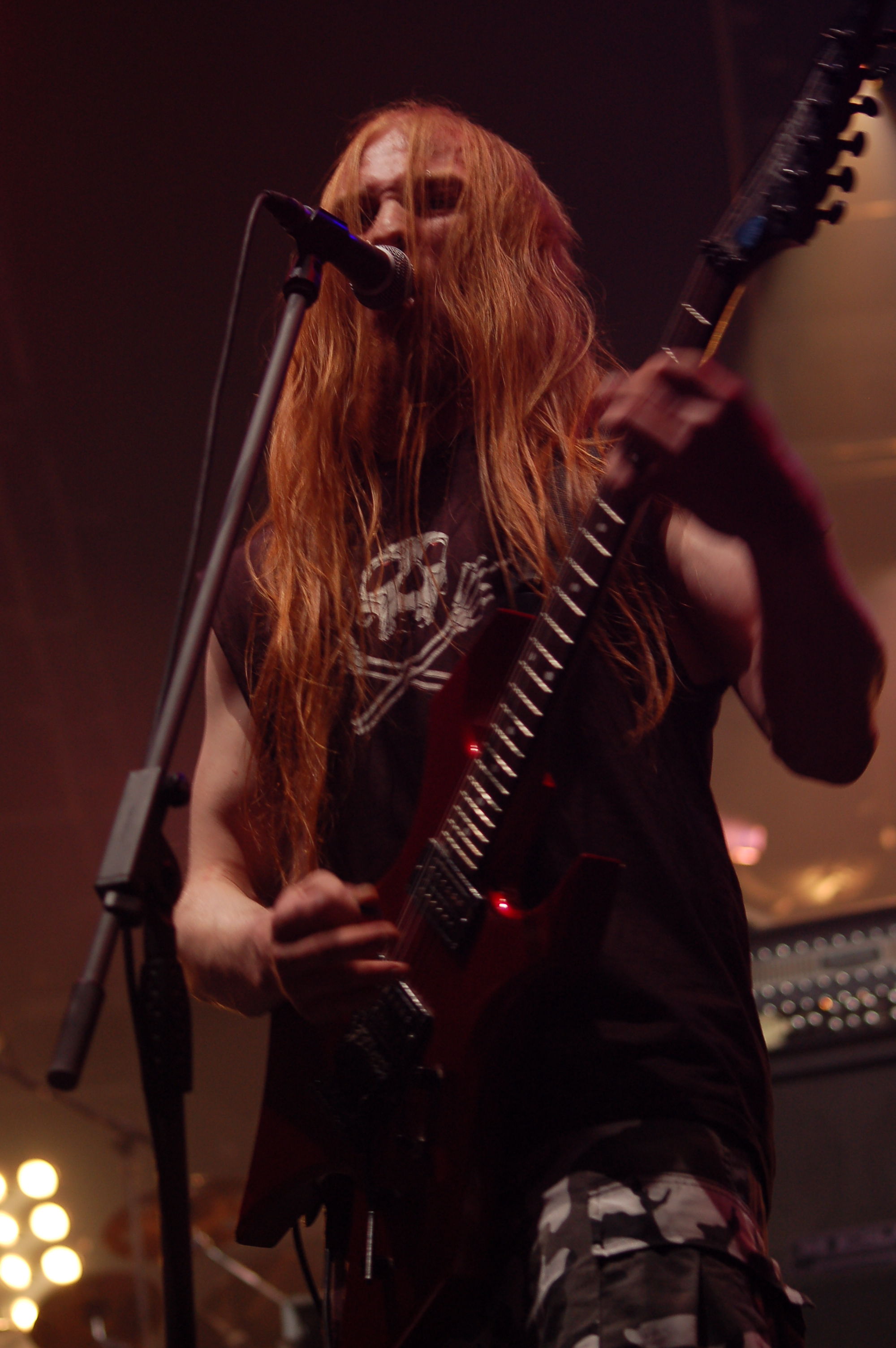
Destructhor guitarra, bajo y voz 1998 - 2010
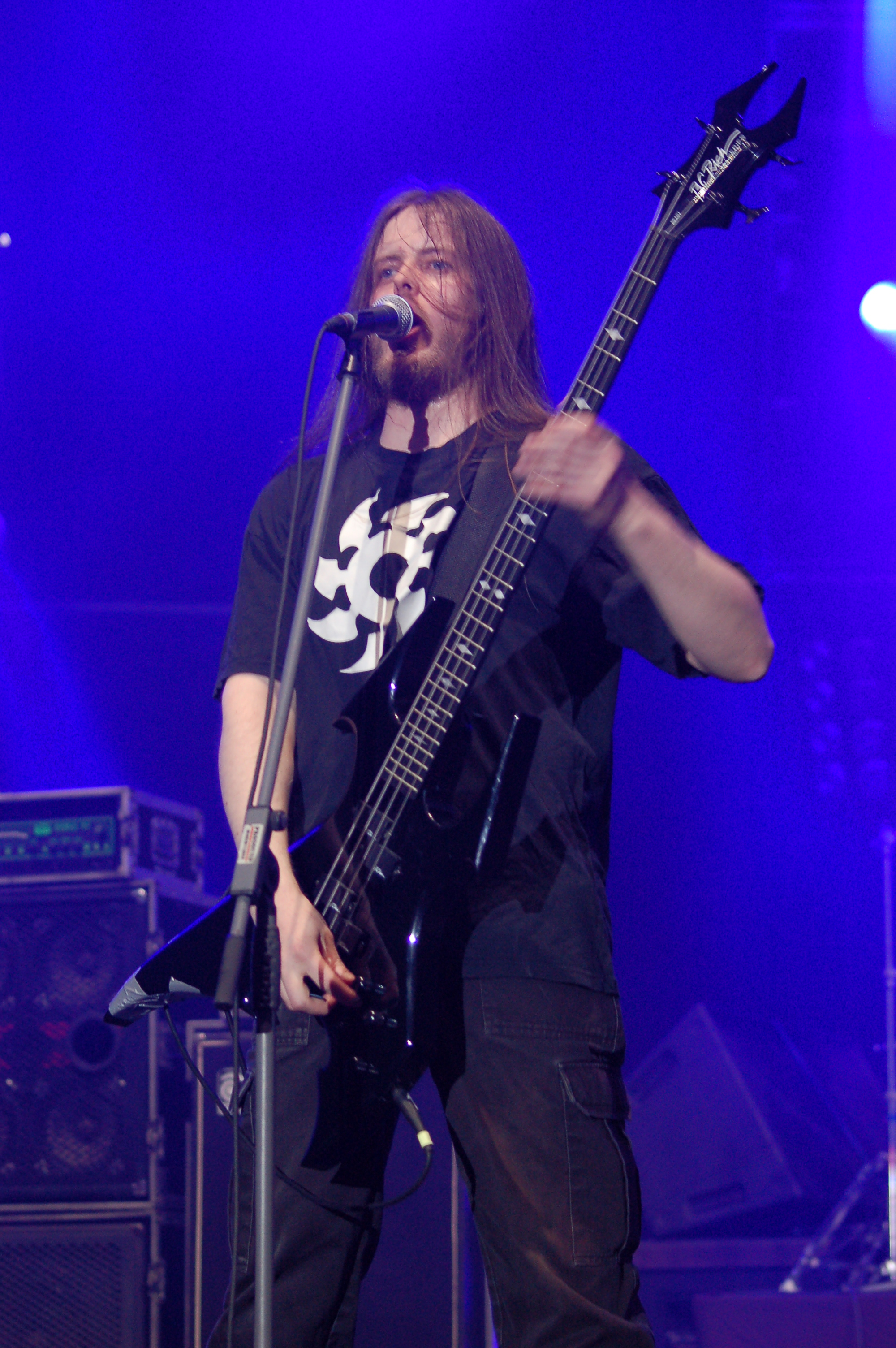
Secthdamon voz y bajo 2001 - 2010
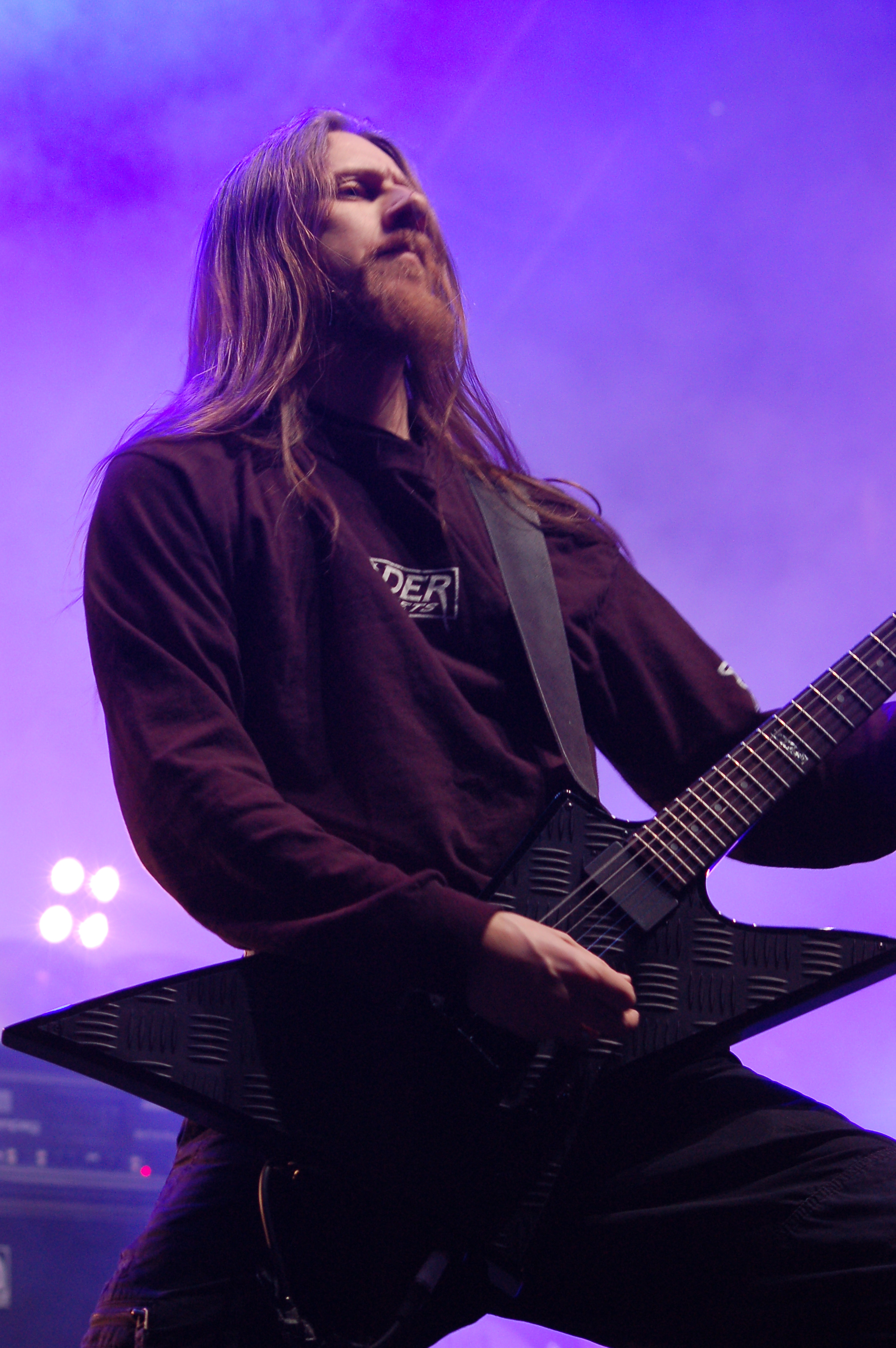
Samoth guitarra y bajo 1998 - 2010

### Otros miembros
- Daemon (Vidar Jensen) - Voz (1998-2001)
- Bard Faust - Contribuciones líricas (1998-2006)